# Caligus sibogae
Caligus sibogae is een eenoogkreeftjessoort uit de familie van de Caligidae. De wetenschappelijke naam van de soort is voor het eerst geldig gepubliceerd in 1980 door Boxshall & Gurney.